# Lot 5
Lot 5 est un canton dans le comté de Prince, Île-du-Prince-Édouard, Canada. Il fait partie de la Paroisse Egmont.

## Population
- 1 194 (recensement de 2001)[1]
- 1 253 (recensement de 2006)[1]
- 1 337 (recensement de 2011)[2]

## Communautés
Non-incorporé :
- Bloomfield
- Bloomfield Corner
- Cascumpec
- Duvar
- Fortune Cove
- Mill River East